# Барменкулов, Адилет Назарбаевич
Адилет Назарбаевич Барменкулов (каз. Әділет Назарбайұлы Барменқұлов; род. 20 ноября 1971, Талды-Курганская область,Казахская ССР, СССР) — казахстанский спортивный функционер, менеджер, Президент Казахстанской федерации футбола с июля 2021 года.

## Биография
Родился 20 ноября 1971 года в Капальском районе Талды-Курганской области (ныне Жетысуская область) в Казахстане.

### Образование
Получил высшее образование в Казахском государственном национальном университете имени Аль-Фараби, где в 1993 году окончил факультет прикладной математики.
В 2014 году окончил Российскую академию народного хозяйства и государственной службы при Президенте Российской Федерации по специальности «Государственное и муниципальное управление».
В 2015 году получил образование в Казахском национальном исследовательском техническом университете имени К. И. Сатпаева по специальности «Горное дело».

### Личная жизнь
Женат и имеет троих детей.

### Спортивные достижения
Является мастером спорта по боксу и рукопашному бою, имеет 1-й разряд в юношеской классической борьбе и увлекается конным спортом.

## Деятельность в Казахстанской Федерации футбола
С июля 2021 года занимает должность Президента Казахстанской Федерации футбола. Во время его правления национальная сборная Казахстана достигла значительных успехов, которые многие считают самым успешным периодом в истории команды.
В отборочном цикле на Евро-2024 сборная Казахстана показала лучшие в своей истории результаты в квалификациях на чемпионаты Европы. Команда до последнего матча претендовала на прямую путевку в финальную часть турнира.
В Лиге наций сборная Казахстана заняла первое место в группе C, соревнуясь с командами Азербайджана, Словакии и Беларуси. Этот успех позволил Казахстану выйти в Лигу B, что является значительным достижением для национальной команды.

## Карьера
Начал карьеру в 1993 году в качестве ассистента кафедры математического обеспечения ЭВМ в Казахском государственном национальном университете имени Аль-Фараби. В период с 1995 по 2000 год работал исполнительным директором ЗАО учреждения образования «Tamos Education» в Алматы. С 2000 по 2003 год занимал должность финансового директора ТОО «Центр экспертизы и сертификации нефти и нефтепродуктов Аналит» в Алматы.
С 2003 по 2006 год был президентом Группы компаний «Таймас» в Алматы. В 2006 году стал генеральным директором филиала Фонда «Институт евразийских исследований» в Астане, а затем, в том же году, занял должность заместителя председателя Комитета транспортного контроля Министерства транспорта и коммуникаций Республики Казахстан.
В 2007 году был назначен советником Министра иностранных дел Республики Казахстан, а затем, с 2007 по 2012 год, занимал пост председателя Комитета транспортного контроля Министерства транспорта и коммуникаций Республики Казахстан. В 2012 году стал председателем Комитета транспорта и путей сообщения Министерства транспорта и коммуникаций Республики Казахстан, а позже в том же году — председателем правления Акционерного общества «УНК Арқа».
С 2012 по 2013 год был советником Акима Карагандинской области.
С 2016 по 2021 год занимал должность генерального директора ТОО «Казахмыс Смэлтинг». В 2020—2021 годах был заместителем председателя Правления ТОО «Корпорация Казахмыс».
С июля 2021 года занимает должность Президента ОЮЛ "Ассоциация «Казахстанская Федерация футбола».

## Общественная деятельность
Является членом Исполнительного комитета Казахстанской Федерации футбола и членом попечительского совета в Фонде культуры «Талант».

## Награды
В 2008 году получил юбилейную медаль «10 лет Астаны». В 2018 году был удостоен нагрудного знака «Первая медь Казахстана» и ордена «Кұрмет».
По версии Министерства туризма и спорта Республики Казахстан был признан «Лучшим спортивным менеджером года» по итогам 2023 года.

## Патенты
Является автором технологии «Банк компетенций. Технология эффективного решения бизнес задач», зарегистрированной в государственном реестре прав на объекты, охраняемые авторским правом (Свидетельство № 11966 от 11 сентября 2020 года).